# مارتينا ثورن
مارتينا ثورن (بالسويدية: Martina Thörn)‏ مواليد 21 فبراير 1991 في فيستيروس، هي لاعبة كرة يد سويدية تلعب كحارس مرمى. مثلت منتخب السويد لكرة اليد للسيدات.

## روابط خارجية
- مارتينا ثورن على موقع الاتحاد الأوروبي لكرة اليد (الإنجليزية)
- مارتينا ثورن على موقع اللجنة الأولمبية السويدية (السويدية)